# Chapadão do Céu
Chapadão do Céu, amtlich portugiesisch Município de Chapadão do Céu, liegt in 725 Metern Höhe im Südwesten des brasilianischen Bundesstaats Goiás und ist der nächstgelegene Zugang zum Emas-Nationalpark. 
Ursprünglich ein kleiner Viehzüchterort, hatte es zum 1. Juli 2021 10.797 Einwohner, die Chapadenser oder Céu-chapadenser genannt werden und auf einer Gemeindefläche von rund 2184,1 km² leben. Durch die Nähe zum Nationalpark hat es sich mittlerweile zu einem Zentrum des Ökotourismus entwickelt. Alle Haushalte sind an Strom, Wasser und Abwasser angeschlossen. 
Mehrere Wasserfälle vor und im Park (20–50 km entfernt) ziehen Touristen an, darunter der Salto do Rio Formoso, die Corredeira da Usina, die Cachoeira do Ivan Garcia, die Cachoeira da Prata. Sie bieten Möglichkeiten zum Klettern und Baden. Beeindruckend ist der 5 km lange Canyon do Rio Sucuriu, ebenfalls mit Wasserfällen.
Das Biom ist brasilianischer Cerrado. 